# Centralny Bank Sudanu
Centralny Bank Sudanu – sudański bank centralny z siedzibą w Chartum, otwarty 22 lutego 1960 roku na mocy Ustawy o Banku Sudanu z 1959. Do głównych zadań banku należy emisja sudańskiej waluty oraz określanie polityki monetarnej kraju.

## Zadania banku
Zadania Centralnego Banku Sudanu określone są w art. 6 Ustawy o Banku Sudanu z 2002 roku, według której do zadań Banku należy:
- emisja, organizacja, kontrola i nadzór nad pieniądzem
- określanie i wdrażanie polityki monetarnej i finansowej
- organizacja, monitorowanie oraz nadzór nad sektorem bankowym, a także dążenie do promowania, rozwoju i wzrostu tego sektora
- dążenie do osiągnięcia stabilności gospodarczej oraz stabilności wartości nominalnej funta sudańskiego
- działanie jako bankier Rządu oraz jego doradca i agent w sprawach monetarnych i finansowych
- przestrzeganie prawa Szariatu w systemie bankowości islamskiej oraz zwyczajowych zasad bankowości w systemie bankowości tradycyjnej.

Art. 5 pkt. 1 Ustawy o Banku Sudanu określa, że w Sudanie powinien obowiązywać podwójny system bankowy – islamski w Północnym Sudanie oraz konwencjonalny w Sudanie Południowym.

## Organizacja Centralnego Banku Sudanu
Bankiem zarządza Zarząd, składający się z prezesa (governor), dwóch zastępców prezesa oraz sześciu członków obywatelstwa sudańskiego. Prezesa powołuje Prezydent kraju na pięcioletnią kadencję, a jego zastępców na kadencję trzyletnią.

### Lista prezesów Centralnego Banku Sudanu[3]
- Mamoun Ahmed A. Beheiry (1959–1963)
- Elsayid Elfeel (1963–1967)
- Abdelrahim Mayrgani (1967–1970)
- Abdelateef Hassan (1970–1971)
- Awad Abdel Magied Aburiesh (1971–1972)
- Ibrahim Mohammed Ali Nimir (1973–1980)
- Elsaikh Hassan Belail (1980–1983)
- Faroug Ibrahim Elmagbool (1983–1985)
- Ismail el-misbah Mekki (1985–1988)
- Mahdi Elfaky Elshaikh (1988–1990)
- Elshaik SidAhmed Elshaikh (1990–1993)
- Sabir Mohammed Hassan (1993–1996)
- Abdall Hassan Ahmed (1996–1998)
- Sabir Mohammed Hassan (1998–2011)
- Mohamed Khair Ahmed Al-Zubair (2011–2013)
- Abdelrahman Hassan Abdelrahman Hashim (od grudnia 2013)

## Oddziały
Bank posiada oddziały w miastach Chartum (centrala), Wad Madani, Kosti, Atbara, Al-Kadarif, Nijala, Al-Ubajjid, Dongola, Port Sudan, Al-Faszir, Al-Dżunajna, Sannar, Kassala, Ad-Damazin, Kadukli, Zalinje, Ad-Duajn oraz Alfoola.